# Sphenomorphus cameronicus
Sphenomorphus cameronicus — вид сцинкоподібних ящірок родини сцинкових (Scincidae). Ендемік Малайзії.

## Поширення і екологія
Sphenomorphus cameronicus відомі з двох місцевостей, розташованих на заході Малайського півострова, на схилах гір Кемерон-Хайлендс і в районі станції Фрезерс-Хілл в горах Тітіванґса в штаті Паханг. Вони живуть в гірських діптерокарпових лісах.

## Збереження
МСОП класифікує цей вид як такий, що перебуває під загрозою зникнення. Sphenomorphus cameronicus може загрожувати знищення природного середовища.